# Сергеј Трифуновић
Сергеј Трифуновић (Мостар, 2. септембар 1972) српски је глумац, грађански активиста, писац, бивши водитељ и политичар.
Пореклом је из глумачке породице. Његов отац Томислав Трифуновић и брат Бранислав Трифуновић такође су глумци. Студирао је глуму на Факултету драмских уметности, а на великом платну се први пут појавио 1995. у филму Туђа Америка.  Био је водитељ емисије Летећи старт и Сити и витки. Прославио се улогама у филмовима Убиство с предумишљајем, Стршљен, Спаситељ, Муње!, Кад порастем бићу кенгур, Караула и серији Црни Груја.
Марта 2014. године је основао хуманитарну организацију Подржи живот, са основним циљем прикупљања потребних средстава за лечење деце, за операције, куповину лекова и медицинских помагала. После вишедеценијског друштвеног и политичког активизма, постао је члан Покрета слободних грађана 2017. и био његов председник од 2019. до 2020.
Добитник је неколико награда и признања, као што су: Стеријина награда, Цар Константин, Статуета Ћуран, Награда Зоран Радмиловић и друге.

## Биографија
Сергеј Трифуновић је рођен 2. септембра 1972. године у Мостару у породици глумца Томислава Трифуновића и правнице Слободанке. Његов млађи брат је глумац Бранислав Трифуновић. Отац им се често селио, па је Сергеј живео у Мостару, Ужицу, Крушевцу и Београду. Године 1990. уписао се на београдски Факултет драмских уметности, у класи професора Владимира Јевтовића. Заједно са њим су студирали Наташа Нинковић, Војин Ћетковић, Небојша Глоговац и Нела Михаиловић Године 2009. постао је асистент свом некадашњем професору, на катедри за глуму Факултета драмских уметности у Београду. Оженио се Исидором Мијановић 12. маја 2024. године, након што ју је запросио 22. марта на њен рођендан.

### Почетак глумачке каријере
Прву улогу на великом платну добио је у филму Горана Паскаљевића Туђа Америка, из 1995. године. У том филму је тумачио улогу Лукаса, старијег Бајиног (Мики Манојловић) безобзирног сина, који је једини успео да оствари амерички сан. Исте године Трифуновић се појавио у филму Убиство са предумишљајем Горчина Стојановића, у ком је тумачио улогу Крсмана Јакшића, младог официра Озне из провинције, заљубљеног у Јелену, предратну госпођицу (Ана Софреновић), за коју мора да се бори против Јована (Драган Мићановић), уображеног сина Јелениног очуха, чијег су оца нове власти затвориле јер је био симпатизер монархије.
Трифуновић се појавио као специјални гост на албуму Heart Core поп групе Еве Браун у обради песме Одведи ме из овог града групе Филм.

### Пробој
Година 1998. је била успешна за Трифуновића. Прво је у филму Стршљен Горчина Стојановића тумачио улогу Албанца Миљаима, плаћеног убице који ради за албанску мафију и заљубљеног у Српкињу Адријану (Мирјана Јоковић). Потом је глумио и у српско-америчком филмуСпаситељ редитеља Предрага Антонијевића, заједно са Денисом Квејдом. У том филму је играо Горана, суровог војника Војске Републике Српске. Коначно, глумио је отмичара аутобуса у Паскаљевићевом филму Буре барута.
Претходне улоге и добро знање енглеског језика донеле су му главну мушку улогу у француској драми Љубавници (Lovers) Жан-Марка Бара из 1999. године, у којој глуми Драгана, илегалног емигранта из Југославије заљубљеног у Францускињу, коме прети депортација, као и улогу у америчком филму редитеља Лија Дејвиса и продуцента Спајка Лија Три после поноћи (3 AM) из 2001. године. У филму Три после поноћи првобитно је требало да глуми Албанца, али је на његов захтев националност промењена, прво у муслимана, па касније у Србина из Мостара. Биле су му понуђене улоге у филму Љубав пре свега (Birthday Girl) са Никол Кидман, коју је одбио због бомбардовања Југославије 1999. (та улога је касније припала Метјуу Касовицу) и у филму Bad Company (улогу добио Драган Мићановић), јер није био задовољан улогом.

### 2000-те
Године 2001. глумио је у популарној српској урбаној комедији Муње!, Радивоја Андрића. Трифуновић је током 2002. служио војни рок у Петроварадину. После војске добио је улогу Црног Грује у истоименој српској серији, али није глумио у наставку серије Црни Груја 2, јер је покушао да своју каријеру настави у Америци, па је улога припала Ненаду Јездићу. Године 2003. глумио је у Андрићевом хиту Кад порастем бићу Кенгур и Професионалцу Душана Ковачевића.
Водио је емисије Летећи старт и Сити и витки.
У Америци је имао главну улогу у нискобуџетном америчком филму Љубав (Love) Владана Николића, у ком је играо Вању Новаковића, бившег специјалца ЈНА, који ради у Њујорку као плаћени убица и након једног неуспелог задатка узима за таоца своју бившу супругу. Улогу у филму Трифуновић је добио случајно, пошто је претходни глумац отказао учешће у филму.
У 2005. глумио је у високобуџетном филму Караула Рајка Грлића по роману Анте Томића Ништа нас не смије изненадити у копродукцији свих држава насталих од бивше СФРЈ. У филму играо је Љубу Пауновића, бунтовног војника који се услед сукоба са старешином Сафетом Пашићем (Емир Хаџихафизбеговић) постаје психопата. До краја године имао је споредне улоге у нискобуџетној домаћој драми Апорија Ариса Мовсесијана, босанско-хрватском-српском филму Све џаба Антонија Нуића и домаћем Условна слобода Мирослава Живановића.
У Америци Трифуновић је имао мале улоге у серији Спавачи (Sleeper Cell) и у филму Следеће (Next), у ком глуми терористу који покушава да убије главног протагонисту филма Криса Џонсона (Николас Кејџ).
У 2007. имао је споредну улогу у америчко-српском филму Српски ожиљци (Serbian Scars). Трифуновић је желео улогу Гаврила у најскупљем српском филму свих времена — Свети Георгије убива аждаху, међутим, дошло је до „креативног размимоилажења“ између њега и редитеља Срђана Драгојевића.
У међувремену је наставио да изграђује каријеру у Америци споредном улогом сина диктатора измишљене земље у филму Рат корпорација. Филм је углавном добио негативне критике. Крајем 2007. и почетком 2008. био је ангажован на снимању филма Турнеја.

## Политичка каријера
Током '90-их година 20. века учествовао је на бројним скуповима против режима Слободана Милошевића. Трифуновић наводи да се прикључивао кампањама Демократске странке са циљем да смањи Српској радикалној странци шансе за победу. На изборима за председника Србије 2017. подржао је Сашу Јанковића.
Одиграо је кључну улогу у покретању протеста у Србији 2018-19. године, а готово истовремено је и прихватио кандидатуру за наследника Саше Јанковића на месту председника Покрета слободних грађана.
На изборима за лидера ПСГ је тријумфовао 26. јануара 2019. године. Приликом избора за председника, Трифуновић је истакао да ПСГ неће приступити Савезу за Србију зато што то није воља људи унутар Покрета, али да ће он лично радити на даљем уједињавању опозиције и поспешивању стварања локалних одбора ПСГ-а и локалних фронтова уопште.
Трифуновић је, најпре, приступио Споразуму о фер-изборима и медијској сцени (у чијем стварању је Јанковић учествовао, али га није потписао), а потом 6. фебруара и потписао тзв. Споразум са народом, којим се ближе интегрише опозиција, те дефинишу стратегије и циљеви њеног даљег деловања. Он је у отвореном писму позвао Дејвида Макалистера, председника одбора за спољне послове Европског парламента, да организује дијалог представника власти и опозиције из Србије, уз учешће цивилног друштва и новинарских удружења, како би се дошло до договора о условима за фер изборе. Прва рунда дијалога у посредству Европског парламента је одржана два месеца касније. Представници делегације Европског парламента су у децембру 2019. године, након три рунде дијалога, констатовали да у том тренутку није било услова за фер и поштене изборе, али да је потребно време да се имплементирају договорене мере. Јануара 2020. године, Трифуновић је изјавио да ПСГ неће учествовати на предстојећим парламентарним изборима за које наводи да нису обезбеђени фер услови.

## Контроверзе
Недуго по избору за председника покрета, Трифуновић је говорио на протесту Један од пет милиона у Новом Саду 1. марта 2019. године. Том приликом, он је јавно вређао председника ЛСВ-а, Ненада Чанка, те га (користећи погрдне називе) оптужио за сепаратизам. Представници ЛСВ-а су се, после тога, повукли са протеста, а организатори оградили од Трифуновића.
Овај инцидент се наставио, када је Чанак лично дошао у просторије ПСГ-а у Београду, после чега је дошло до вербалног сукоба између двојице лидера. Трифуновић је, потом, позвао Чанка на заказану тучу између њих двојице.
Трифуновић је коментарисао вођење емисије „Упитник” ауторке Оливера Јовићевић, емитоване 15. октобра 2019. године. Наиме, представници опозиције, Мариника Тепић и Ђорђе Вукадиновић, су истакли како водитељка видно даје предност гостима из власти Владимиру Орлићу и Жарку Обрадовићу. Реагујући на ту емисију, Сергеј Трифуновић је на друштвеној мрежи Твитер алудирао да је Оливера Јовићевић проститутка, што је изазвало салву реакција. Новинарска удружења су осудила Трифуновићев твит, а Јовићевићева је најавила да ће га тужити.
Јуна 2023. године ухапшен је због изазивања саобраћајне несреће под дејством психоактивних супстанци.
Септембра 2023. године Трифуновић је приведен и новчано кажњен у Сплиту, због наводног вређања полицијског службеника и држања пса без надзора. Он је тврдио да је за 30 сати хапшен трипут, да је био малтретиран те да му је изнуђено преко 1.500 евра. Септембра 2024, након што му је истекла казна забране уласка у Хрватско од годину дана, Трифуновић је поново ухапшен, на прелазу Бајаково. Осуђен је због вређања полицијских службеника и добио је условну казну од годину дана затвора и тромесечну забрану уласка у Хрватску.
Априла 2024. је ухапшен и признао је кривицу за држање марихуане.

## Одабрана театрографија
- Шине (Југословенско драмско позориште)
- Укроћена горопад (Народно позориште у Београду)
- Буре барута (Југословенско драмско позориште)
- Породичне приче (Атеље 212)
- Проклета авлија (Крушевачко позориште)
- Воз (Звездара театар)
- Дон Жуан (Југословенско драмско позориште)
- Турнеја (Атеље 212)
- Утопљена душа (Београдско драмско позориште)
- У Тополи вашар (Крушевачко позориште)[33]
- Отело (Српско народно позориште)

## Улоге
| Год.         | Назив                            | Улога                    |
| ------------ | -------------------------------- | ------------------------ |
| 1990-е       |                                  |                          |
| 1993.        | Рај (ТВ)                         | Тома Хаџић               |
| 1995.        | Туђа Америка                     | Лукас                    |
| 1995.        | Убиство с предумишљајем          | Крсман Јакшић            |
| 1998.        | Љубинко и Десанка                | Љубинко                  |
| 1998.        | Стршљен                          | Миљаим                   |
| 1998.        | Спаситељ                         | Горан                    |
| 1998.        | Буре барута                      | отмичар аутобуса         |
| 1999.        | Љубавници                        | Драган                   |
| 2000-е       |                                  |                          |
| 2001.        | Три после поноћи                 | Раша                     |
| 2001.        | Муње!                            | Поп                      |
| 2001.        | Трећи канал од сунца             |                          |
| 2002.        | Лисице                           | Небојша Ђуричко          |
| 2002.        | Ко чека дочека                   |                          |
| 2003.        | Професионалац                    | тихи лудак               |
| 2003.        | Црни Груја                       | Црни Груја               |
| 2004.        | Кад порастем бићу Кенгур         | Браца                    |
| 2005.        | Поглед са Ајфеловог торња        | човек са ногама у лавору |
| 2005.        | Љубав                            | Вања Новаковић           |
| 2006.        | Апорија                          | Зоран                    |
| 2006.        | Караула                          | Љуба Пауновић            |
| 2006.        | Условна слобода                  | возач                    |
| 2006.        | Све џаба                         | Складиштар               |
| 2006.        | Спавачка ћелија                  |                          |
| 2007.        | Следеће                          | господин Вајт            |
| 2007.        | Битанге и принцезе               | менаџер Коцка            |
| 2007.        | У име сина                       | Тарик                    |
| 2007.        | Маска                            | Бранко Радичевић         |
| 2008.        |                                  | Оку-Ми-Фај-Такунуфмни    |
| 2008.        | Турнеја                          | Аркан                    |
| 2009.        | Вико                             | Иван                     |
| 2009.        | Српски ожиљци                    | Бени                     |
| 2009.        | Чекај ме, ја сигурно нећу доћи   | професор физичког        |
| 2009.        | На терапији                      | Борис                    |
| 2009 – 2010. | Оно као љубав                    | Џони                     |
| 2010-е       |                                  |                          |
| 2010.        | Монтевидео, бог те видео!        | Анђелко Коматина         |
| 2010.        | Српски филм                      | Вукмир                   |
| 2010.        | Доушник                          | Иван                     |
| 2010.        | Неке друге приче                 | Ђорђе                    |
| 2011.        | Турнеја                          | вођа Пантера             |
| 2011.        | Додир                            | отац                     |
| 2012.        | Залет                            |                          |
| 2012.        | Гавран                           | Морнар                   |
| 2012.        | Волим и ја тебе                  | Семир                    |
| 2012.        | Одбрана и заштита                | Whiskey Smuggler         |
| 2012 – 2014. | Монтевидео, Бог те видео!        | начелник Коматина        |
| 2013.        | Фалсификатор                     | Енес                     |
| 2013.        | Мамарош                          | полицајац                |
| 2013.        | Dub Play                         | Бобан Костић Били        |
| 2014.        | Мали Будо                        | Мишо                     |
| 2014.        | Једнаки                          |                          |
| 2014.        | По реду нестајања                | Небојша Михајловић       |
| 2015.        | Бићемо прваци света              | Ранко Жеравица           |
| 2015.        | Црно-бијели свијет               | поручник Кадрум          |
| 2015.        | Бурек                            |                          |
| 2016.        | Прваци света (серија)            | Ранко Жеравица           |
| 2016.        | Име: Добрица, презиме: непознато | Мирко                    |
| 2016.        | На млечном путу                  |                          |
| 2016.        | Јесен самураја                   | полицајац                |
| 2017.        | Козје уши                        | Електричар               |
| 2017.        | Убице мог оца                    | техничар Ранко           |
| 2017.        | A Balkan Noir                    |                          |
| 2018.        | Grande Punto                     |                          |
| 2018.        | Жигосани у рекету                | Петар Чолак              |
| 2019.        | Ајвар                            | Бане                     |
| 2019.        | Последњи Србин у Хрватској       | генерал Ас Ли Турчинсон  |
| 2019.        | Дуг мору                         | Ђорђе                    |
| 2019.        | Ујка нови хоризонти              | Бесић                    |
| 2019.        | На правом путу                   |                          |
| 2019.        | Undtagelsen                      |                          |
| 2019.        | Екипа                            |                          |
| 2020-е       |                                  |                          |
| 2021.        | Династија (српска ТВ серија)     | Момчило Бјелић           |
| 2021.        | Време зла (ТВ серија)            | кнез Павле Карађорђевић  |
| 2021.        | Адвокадо                         | Специјални гост          |
| 2021 – 2022. | У загрљају Црне руке             | Милан Обреновић          |
| 2022.        | Сложна браћа: Нова генерација    | човек х                  |
| 2022.        | У клинчу (серија)                | Тома                     |
| 2022.        | Клан (серија)                    | Сале                     |
| 2023.        | Тендер (серија)                  | Бобић                    |
| 2023.        | Муње опет                        | Поп                      |
| 2023.        | Тунел (серија)                   | Срђан Пузовић            |
| 2024.        | Пукотина у леду                  |                          |
| 2024.        | Воља синовљева                   | Туђин                    |
| 2024.        | Буди Бог с нама                  | Илија Станојевић         |
| 2024.        | Апсурдни експеримент             |                          |
| 2024.        | Мачји крик                       |                          |
| 2024.        | Тајна винове лозе                | Јагодинац                |
| 2024.        | Crooks                           | Степан                   |